# Brunei
Brunei Darussalam
(ms) Negara Brunei Darussalam 
Brunei ou Brunéi,, en forme longue Brunei Darussalam ou Brunéi Darussalam,, (en malais : Negara Brunei Darussalam), est un micro-État situé dans le nord de l’île de Bornéo, en Asie du Sud-Est. Il partage l'île avec la Malaisie et l’Indonésie. Son territoire, coupé en deux parties, est bordé par la mer de Chine méridionale et totalement enclavé dans l'État malaisien de Sarawak. Depuis 1968, il est dirigé par le sultan Hassanal Bolkiah.
Ancien protectorat britannique, il est l'un des cinq membres du Commonwealth (avec l'Eswatini, le Lesotho, la Malaisie et les Tonga) qui possède sa propre monarchie.

## Étymologie
Depuis l'époque des dynasties du Sud (420-589), les textes chinois mentionnent un lieu nommé tour à tour « Boni », « Funi », « Polo », « Poli », « Wenlai », vraisemblablement situé dans la partie Nord-Ouest de Bornéo. Selon l'historien Robert Nicholl, la plus ancienne mention de ce lieu se trouve dans le Manshu (蠻書) ou Document sur les barbares de Fan Chuo (樊綽, mort à la fin du IXe siècle), publié vers 860 de notre ère. Pour Johannes L. Kurz, la plus ancienne mention de « Boni » (渤泥) se trouve dans la Taiping huanyuji (太平環宇記) ou Géographie universelle de l'ère de la Grande paix de Yue Shi (樂史, 930‐1007).
On ne connaît pas exactement les origines du nom « Brunei ». Une étymologie proposée est le nom de Varuna (devanāgarī वरुण [ʋəruɳə]), le dieu de l'océan dans l'hindouisme, qui au XIVe siècle aurait donné « Barunai ».
Brunei a donné son nom à l'île de Bornéo. Cette confusion entre l’île et un des États qui s’y trouvait vient des Portugais de Malacca (conquise en 1511), qui parlent de « Burney », de « Burneo » ou de « Burne ».
Le nom officiel du pays, « Negara Brunei Darussalam », semble avoir pour origine une expression que l'auteur chinois Huang Sheng-ts'eng traduit dans son Hsi-yang-chao-kunglien-lu (1520) par Chang-ning-chen, c'est-à-dire Marché de la Paix perpétuelle, pour désigner un des quartiers de Boni. En effet Darussalam (بروني دارالسلام) signifie en arabe « demeure de la paix », tandis que negara signifie « État » en malais. Ce dernier terme vient lui-même du sanscrit Nagara (नगर) qui signifie « ville ».

## Géographie
Brunei a une superficie de 5 765 km2. Il possède des frontières terrestres de 381 km avec la Malaisie, dont une bande de territoire coupant le pays en deux. Son littoral a une longueur de 161 km. Le point le plus élevé du pays est à une altitude de 1 850 mètres.

## Faune
On trouve à Brunei de nombreuses espèces qui sont en voie de disparition dans les pays voisins : nasique, civette-loutre, chat à tête plate, ours malais, pygargue blagre, écureuil géant, chat marbré, cigogne de Storm, chat bai, varan malais, calao, gibbon, pangolin, panthère nébuleuse, serpent vert, etc. On y trouve également plus de 3 000 espèces de papillons. Les autorités songent à multiplier les réserves ou les parcs nationaux.[évasif]

## Histoire
Brunei est un royaume vieux de plus d'un millénaire. Il était alors un grand port de commerce, ayant des relations commerciales tant avec l'Inde qu'avec la Chine, et cela dès 977. On sait que cette année-là, Brunei envoya une ambassade dans l'Empire du milieu.
On a trouvé à Brunei une tombe chinoise musulmane. Datée de 1264, elle est celle d'un « Maître Pu » et porte la plus ancienne tombe musulmane de Brunéi.
En 1363, Awang Lak Betatar devient le premier souverain musulman de Brunei. Il est fondateur de la dynastie royale des Bolkiah.
Le nom de Brunei est attesté dès le XIVe siècle. Le Nagarakertagama, un poème épique écrit en 1365 dans le royaume javanais de Majapahit, mentionne en effet « Buruneng » parmi les quelque cent « contrées tributaires » du royaume. En réalité, le territoire contrôlé par Majapahit ne s'étendait que sur une partie de l'est et du centre de Java. Les contrées tributaires étaient en fait des comptoirs formant un réseau commercial dont Majapahit était le centre. Majapahit y envoyait des dignitaires dont le rôle était de s'assurer que ces comptoirs ne s'adonnaient pas à un commerce privé qui échapperait au royaume.
Le royaume de Brunei se développe rapidement après la chute de Majapahit, s'étendant à Bornéo et dans l'archipel philippin.
C'est à cette période de son apogée historique, dans les années 1520, que le royaume de Brunei, islamisé, devient un sultanat. Il s'affaiblit ensuite peu à peu alors que les régions voisines sont colonisées par les grandes puissances occidentales (Portugal, Royaume-Uni et Espagne) qui y établissent également des comptoirs commerciaux. Le pays perd peu à peu ses possessions, puis devient en 1906 un protectorat britannique.
Du pétrole y est découvert en 1903 et commence à être exploité en 1929, le premier puits de pétrole est installé à Seria. À l'époque de la décolonisation (deuxième moitié du XXe siècle), le pays change de nombreuses fois de statut. En 1959, toujours sous protectorat britannique, il accède à l'autonomie interne. Un mouvement nationaliste et démocratique se développe à cette période : il aboutit en 1962 à une violente rébellion, rapidement écrasée par les Britanniques. C'est alors que l'état d'urgence est décrété, et la Constitution abolie : depuis, le sultan gouverne seul et par décret.
Conformément à un accord avec le Royaume-Uni, Brunei accède à l'indépendance le 1er janvier 1984. Le sultan actuel est Hassanal Bolkiah. La doctrine Melayu Islam Beraja (MIB) qui définit l'identité brunéienne comme « malaise, musulmane et monarchique », est érigée en idéologie d'État.

## Politique

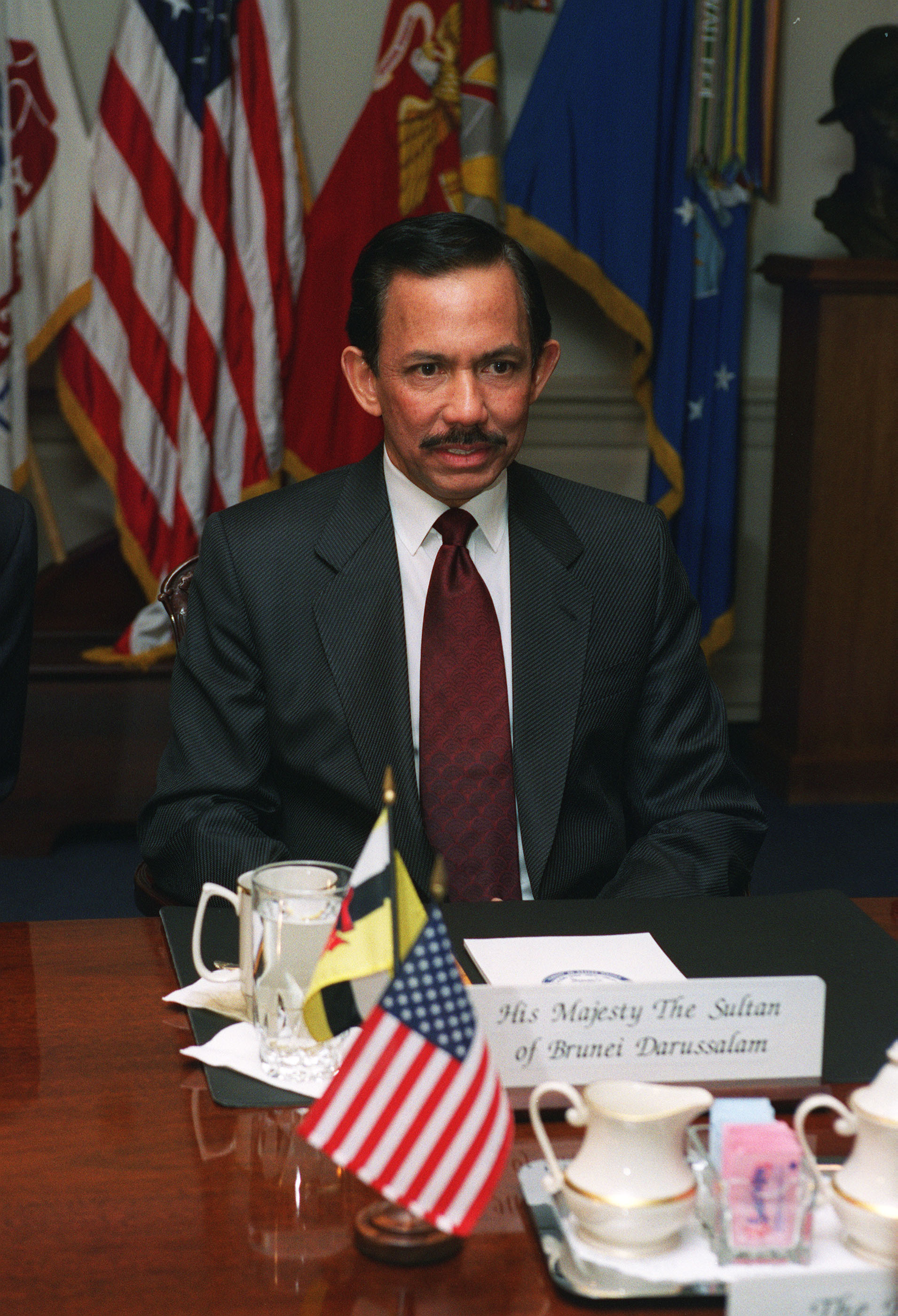
Hassanal Bolkiah, le sultan de Brunei, lors de sa visite au Pentagone en décembre 2002.

Il reçoit des conseils en matière législative d'un corps de 21 membres non élus. Le seul parti autorisé, le Parti national solidarité, est sous les ordres du sultan et n'a aucune existence réelle.[réf. nécessaire]
Le pays est membre de l'Association des nations de l'Asie du Sud-Est (ASEAN), du Commonwealth depuis son indépendance, après avoir été longtemps sous protectorat britannique.
En 2009, Hayati Salleh était la première femme à devenir procureur général. Et, en 2011, deux anciennes boursières parties à l'étranger, Salbiah Binti Sulaiman et Zatia binti Sirin, étaient nommées au Conseil législatif de Brunei.
En octobre 2013, avec une mise en application progressive au cours des six mois suivants et après 17 ans d'efforts du sultan en ce sens (depuis 1996), Brunei a instauré la charia (également appelée loi ou code pénal islamique) qui ne s'applique qu'aux musulmans, les deux tiers de la population de ce pays qui compte environ 400 000 habitants (les bouddhistes représentent 13 % de la population, les chrétiens 10 %). Ce nouveau code prévoit notamment la flagellation comme punition à la consommation d'alcool (également requise pour l'avortement), l'amputation des membres pour les voleurs et la lapidation en cas d’adultère. L'homosexualité, jusque-là punie de 10 ans de prison, est désormais passible de mort par lapidation. Le sultan a déclaré à cette occasion que les Brunéiens remplissaient ainsi leur devoir envers Allah. Brunei devient le premier et jusqu'à présent le seul État d'Asie du Sud-Est à introduire la charia, sur l'ensemble de son territoire, ce qui n'est pas le cas pour l'Indonésie, pays musulman voisin, sauf pour la province autonome d'Aceh, sur l'île de Sumatra, qui avait déjà adopté cette loi. Jusqu'en 2013, dans ce sultanat où l'islam est la religion officielle, dont la pratique était déjà connue comme plus conservatrice qu'en Indonésie et en Malaisie (autre pays musulman limitrophe), il existait deux systèmes législatifs, l'un civil et l'autre islamique. Mais ce dernier se limitait alors à la gestion de litiges mineurs comme les différends matrimoniaux. En 2019, Brunei instaure la peine de mort par lapidation pour les hommes, musulmans ou non, reconnus coupables de relations homosexuelles, et pour les personnes reconnues coupables d'adultère.
Certains habitants de Brunei voient une contradiction entre la mise en application de la charia et l'ouverture du pays au monde moderne. Dans son discours du 22 octobre 2013, le sultan a estimé que la charia n'entamait en rien la politique du pays en tant que membre de la famille des Nations. L'Organisation de défense des droits de l'Homme, Human Rights Watch (pour l'Asie), représentée par Phil Robertson, directeur adjoint, pense que « le Brunei montre ses caractéristiques féodales, comme un état qui appartient au XVIIIe siècle, plutôt que comme un membre important de l'Asie du Sud-Est du XXIe siècle ». Il qualifie cette loi islamique « d'abjecte et absolument injustifiable ». En mai 2014, plusieurs personnalités, dont Richard Branson, propriétaire de la marque Virgin, ont déclaré qu'elles boycotteraient les hôtels appartenant au sultan de Brunei, à la suite de l'instauration de la charia. L'entrepreneur britannique a indiqué sur Twitter qu'il demandait à son personnel de ne pas séjourner dans les hôtels de la chaîne Dorchester Collection qui inclut le Dorchester à Londres, l'Hôtel Bel-Air et le Beverly Hills Hotel à Los Angeles. Le 2 avril 2019, l'humoriste et animatrice Ellen DeGeneres appelle également au boycott des hôtels après la promulgation par le sultan d'une peine de lapidation à mort pour les personnes accusées d'homosexualité. Devant le tollé, Hassanah Bolkiah annonce un moratoire sur l'application des jugements relevant du code pénal de la charia.
Par la suite, dès la mise en place effective de la charia, le sultan interdit aux musulmans de fêter Noël. Les autres habitants peuvent célébrer cette fête mais en privé uniquement et sans en faire la promotion. Les décorations et les chapeaux de Père Noël sont formellement interdits. Les contrevenants s'exposent à une peine de 5 ans de prison et 20 000 dollars d'amende. Cette mesure a été motivée par la pensée selon laquelle fêter Noël consiste à imiter une autre religion. Sur Facebook, sous le hashtag #MyTreedom, des chrétiens vivant dans les pays où les personnalités de cette confession sont opprimées, en majorité des pays musulmans (pas seulement Brunei mais aussi l’Irak, l’Iran, le Pakistan, etc.), publièrent des photos de sapins et de décorations de Noël.
Critiquer le gouvernement est passible d’une amende, voire d'une peine de prison.

## Relations étrangères

### Organisations internationales et régionales
C’est en 1984 que le tournant diplomatique de Brunei s’opère sur la scène internationale lorsque le pays intègre les Nations unies : « En septembre 1984, lors de son entrée aux Nations Unies, il a fait don d'un million de dollars américains à l'Organisation des Nations Unies ».
Par la suite cette même année, le pays rejoint également l’ASEAN, le Commonwealth et, de surcroît, le Forum de Coopération économique Asie-Pacifique (APEC) Il est également membre du Dialogue Asie Europe depuis sa création en 1998, dont il est d’ailleurs un des membres fondateurs.
Brunei a rejoint l’ASEAN au lendemain de son indépendance en 1984. Brunei a, selon l’ASEAN, fortement contribué aux développement des relations diplomatiques entre l’association et la Chine. D’une part, le pays a mené un travail d’amélioration et d’augmentation des relations diplomatiques entre les dirigeants chinois et les responsables de l’ASEAN. De l’autre, il a également joué un rôle central dans les négociations concernant le conflit toujours présent, en mer de chine méridionale. En 2013, un sommet a été organisé à Brunei, avec les membres du gouvernement chinois et les principaux responsables de l’ASEAN dans le but de discuter du conflit. À l’issue de ce sommet, la Chine a accepté d’entrer en consultation avec l’ASEAN concernant la mise en place d’un code de conduite concernant cet enjeu maritime. Le 1er janvier 2018, le diplomate de Brunei Lim Jock Hoi (en) est nommé quatorzième secrétaire général de l'ASEAN.

### Relations bilatérales

#### Japon
Le Japon est l’un des pays avec lequel Brunei échange le plus, économiquement parlant. En effet, en 2012 le pays est le premier partenaire économique de Brunei. 44 % du total des exportations sont à destination du Japon, dont 87 % sont représentés par la vente de gaz naturel. Ceci n’est pas un phénomène récent. Depuis plus de trente ans, les deux pays commercent ensemble dans la vente du gaz naturel. Depuis 1972, les deux pays ont signé des conventions bilatérales concernant les exportations de gaz naturel, renouvelées à quatre reprises. La dernière convention a été ratifiée en 2013 pour une durée de dix ans.
Cependant, les relations diplomatiques entre les deux États ne se limitent pas seulement à la coopération économique énergétique. Depuis des années, le Japon se montre coopératif dans le partage du savoir faire technologique avec Brunei dans leurs efforts de diversification économique, notamment, en matière d’énergie renouvelable. En 2011, aux alentours de Séria, l’entreprise automobile nippone Mitsubishi a financé la construction de champs de panneaux photovoltaïques.
Brunei possède une ambassade à Tokyo et le Japon en possède également une à Bandar Seri Begawan.

#### États-Unis
Les relations diplomatiques entre les États-Unis et Brunei relèvent dans un premier temps du champ des alliances stratégiques et sécuritaires. Lors de la période de la Guerre Froide, la position géographique de Brunei suscitait un intérêt particulier pour les États-Unis. En effet, Brunei se situait sur la route qui connectait les bases militaires américaines aux Philippines, à Singapour, en Thaïlande et en Australie.
Depuis 2010, avec la nouvelle diplomatie américaine mise en place par l'administration Obama envers le sud est asiatique « Pivot to Asia », les États-Unis investissent et développent de plus en plus de relations bilatérales avec les États du sud est asiatique. De fait, Brunei est désormais un partenaire économique et diplomatique des États-Unis. En effet, les États-Unis et Brunei ont ainsi développé la mise en place et l'application de deux programmes bilatéraux :
- Le « Brunei-US English-Language Enrichment Programme for ASEAN ». Ce programme vise a renforcer la présence et la bonne utilisation de l’anglais au sein de l’ASEAN à travers des formations linguistiques dispensées par des experts de Brunei et des États-Unis. Ces formations sont ainsi majoritairement suivies par les membres du gouvernement de Brunei et ou les membres de l’ASEAN.

- Le « US-Asia Pacific Comprehensive Energy Partnership ». Ce programme inclut également la participation de l’Indonésie. Il vise à développer l’accès aux énergies pour les populations des régions d’Asie Pacifique.

#### Chine
La Chine et Brunei ont une relation diplomatique vieille de plus de 2 000 ans remontant à la dynastie des Han. Jusque dans les années 1500, les deux pays commerçaient régulièrement. À la suite du protectorat britannique, ces relations se sont peu à peu éclipsées. Ce n’est que lors de la période de la Guerre Froide que les relations diplomatiques entre les deux pays se sont progressivement rétablies. En 1991, les deux pays ratifient des accords de relations diplomatiques.
En termes de géopolitique, les deux États ont des rivalités communes. En effet, Brunei et la Chine ont tous les deux des revendications quant à la souveraineté territoriale de la mer de Chine méridionale. Les deux pays ont cependant signé des accords d’explorations communes sur la zone du litige. Contrairement aux autres États revendiquant aussi le territoire, les deux États n’ont pas mené de bataille frontale et physique. À l’instar de ce à quoi on a pu assister entre la Chine et les Philippines ou la Chine et le Vietnam. Par ailleurs, Brunei n'insiste pas non plus de manière formelle sur sa revendication envers le récif Luisa, qui fait pourtant partie de sa zone économique exclusive, comme notifié au sens de la Convention des Nations unies régissant le droit de la mer. La gestion non conflictuelle et peu médiatisée du différend territorial entre Brunei et la Chine illustre la stratégie diplomatique de base de Brunei en matière de gestion des litiges à l’international.

#### Australie
En 1984, l’Australie est devenue l’un des premiers pays à établir des relations diplomatiques avec Brunei. Les deux pays entretiennent des relations bilatérales animées par un passé historique commun ; les militaires australiens ayant libéré Brunei de l'occupation japonaise en juin 1945. Au Brunei, sur la plage de Muara, à Bandar Seri Begawan, un monument commémorant cet événement fut érigé et est désormais le lieu ou se déroule une cérémonie annuelle. Celle ci est la journée de l’ANZAC (corps d'armée australien et néo-zélandais) célébré annuellement en Australie, en Nouvelle-Zélande, au Samoa, aux Tonga, aux îles Cook, à Niue, en Nouvelle-Calédonie et en Polynésie française, et dorénavant à Brunei.
Les deux pays participent également aux négociations et à l'Accord de partenariat transpacifique. Brunei dispose d’un haut-commissariat dans la capitale australienne Canberra et l'Australie possède un bureau à Bandar Seri Begawan. Les deux pays sont membres du Commonwealth.

#### Bangladesh
Le Bangladesh et Brunei ont des relations diplomatiques très fournies,. Ils sont tous deux membres de l'Organisation de la coopération islamique, du Commonwealth et du Mouvement des pays non alignés et partagent des points de vue communs sur des questions régionales et internationales. Brunei a rapidement reconnu le Bangladesh et d’autres pays d’Asie du Sud-Est. Le Bangladesh dispose d'un haut-commissariat à Bandar Seri Begawan. Brunei a un haut-commissariat à Dhaka.

#### France
La France dispose d’une ambassade à Bandar Seri Begawan. Depuis 2014, elle partage ses locaux avec l’Ambassade d’Allemagne à Brunei. La France est un des trois pays européens à disposer d’une ambassade à Brunei. Brunei a, quant à lui, ouvert un point de représentation diplomatique à Paris en juillet 1989. Un ambassadeur y siège depuis 1991. La première visite diplomatique de Brunei en France date de 1996. En 2006, le prince héritier, Al-Muhtadee Billah, s’est rendu à Paris dans le cadre d’une visite de travail. Il s’est par la suite entretenu avec le Président de la République de l’époque, Jacques Chirac.
La France et Brunei échangent commercialement à hauteur de 22 millions d’euros (selon les chiffres du gouvernement français) en 2016. Les deux principaux secteurs d’échanges commerciaux sont l’aviation (en majorité l’entreprise Airbus, qui a vendu sept avions au pays en 2014) et la banque. En effet, Brunei, cherchant à diversifier son économie encore largement dépendante de la rente pétrolière, a établi, à l’image de ce qui s’est fait avec le Japon, des partenariats de coopération économique.
De plus, le sultan de Brunei possède deux palaces emblématiques de la capitale française, Le Meurice et le Plaza Athénée. Cet élément a cependant déclenché une vive polémique au sein de la société française. En effet, à l’annonce de cette acquisition, de nombreux médias et associations françaises ont alors appelé au boycottage des deux palaces. Quelques jours plus tard, le phénomène prend une ampleur mondiale. Le motif invoqué est le suivant : l’application de la loi islamique au sein de Brunei. Depuis 2013, le pays applique la Charia. Celle-ci implique notamment la lapidation des homosexuels et des personnes ayant des relations extra-conjugales (adultère), l’amputation de la main en cas de vol, la pénalisation de la consommation d’alcool et de l’avortement, l'embrigadement des enfants, etc.
Ces éléments ont suscité une indignation de la part d’une grande partie de la population française, et de surcroît, de la communauté internationale. De nombreuses personnalités étant habituées de ces deux palaces, ont ainsi exprimé le fait que, par souci d’éthique et de conscience, elles ne pouvaient plus séjourner dans les établissements concernés. L’Organisation non gouvernementale Human Rights Campaign a ainsi relayé la parole de plusieurs de ces personnalités, notamment la rédactrice en chef de l’édition américaine du magazine Vogue Anna Wintour. Cette dernière a ainsi déclaré à propos de l’hôtel Meurice ne plus pouvoir y séjourner, ainsi que toute son équipe, en bon état de conscience. Le patron du groupe Kering, François-Henri Pinault, a également déclaré, par le biais de sa fondation Kering For Women, dans un tweet du 9 mai 2014 « Je condamne fermement la décision du Sultan de Brunei et boycotte ses hôtels ». Depuis, le sujet est encore polémique.
Enfin, la France mène une politique culturelle abondante à Brunei. En effet, en 1986 se crée l’Alliance française de Brunei. Cette dernière met en place de nombreux événements promotionnels tel que la semaine de la francophonie, ou encore des bourses d’études en coopération entre les deux pays.

#### Singapour
Brunei entretient des relations diplomatiques importantes avec Singapour et cela dès 1984. Brunei possède un haut commissariat à Singapour et Singapour en possède également un à Bandar Seri Begawan.
Les deux pays collaborent activement économiquement. Tout comme avec les Philippines, de nombreux accords de coopération bilatérales ont été signés. De plus, les deux pays ont établi un accord monétaire d’interchangeabilité. En effet, le dollar de Singapour peut être utilisé à Brunei et inversement.
Militairement, les deux pays coopèrent activement. Ainsi, les forces armées de Singapour ont formé des soldats de Brunei. Dès 1994, les deux pays organisent des exercices militaires communs, le plus connu étant l’exercice Pélican. entre les deux armées navales. Un des buts de cet exercice est notamment de s’entraîner à exercer une défense rapide dans le cadre du conflit en mer de Chine méridionale. Les exercices concernent les forces aériennes et navales. En 2017, les deux pays mettent en place une politique bilatérale de défense.
Depuis 2012, les deux pays ont mis en place un programme annuel institutionnalisé appelé Young Leaders Program. Celui-ci a été lancé afin de renforcer les liens entre les deux pays par le biais de la jeunesse.

#### Philippines
Depuis l’indépendance de Brunei en 1984, les deux pays ont commencé a établir des relations diplomatiques. Les Philippines ont même établi un consulat général en 1983, l’année précédant l’indépendance de Brunei, à Bandar Seri Begawan. Brunei s’est quant à lui établi la même année dans la ville de Makati (située dans la périphérie de Manille), avec une ambassade.
Au regard de l’étude des relations entre les deux pays depuis les trente dernières années, l’Islam apparaît comme un point essentiel liant les deux nations. En effet, Brunei a financièrement soutenu de nombreux projets d’édifications de mosquées au sein du pays. En 2011, la mosquée Haji Hassanal Bolkiah a vu le jour dans la ville de Cotabo. La construction a entièrement été financée par le sultan de Brunei Haji Hassanal Bolkiah lui-même, dans l’optique de promouvoir et étendre la pratique de la religion musulmane dans le sud des Philippines. Le coût total de la construction s’étend à 48 millions de dollars américains.
Depuis le milieu des années 2000, la coopération économique s’est accélérée entre les deux pays. En effet, en 2009, Brunei et les Philippines ont signé un protocole d’entente bilatérale où la composante majeure concerne la coopération dans le secteur agricole. Celui-ci regroupe les biotechnologies, l’agriculture, la gestion de l’eau et l’industrie Halal. En 2019, plus de vingt-et-un mille travailleurs philippins sont répertoriés à Brunei .

#### Indonésie
Les deux pays disposent de relations diplomatiques anciennes, antérieures à l’ère coloniale européenne. Elles datent ainsi du quatorzième siècle. Pendant la période coloniale européenne, l'Indonésie était administrée par les Pays-Bas tandis que Brunei était lui sous l’égide britannique, ce qui a peu à peu effacé la diplomatie entre les deux états. Au lendemain de son indépendance en 1984, Brunei rétablit les relations diplomatiques avec l’Indonésie. Brunei a ouvert une ambassade à Jakarta. L'Indonésie, quant à elle, a une ambassade à Bandar Seri Begawan. Brunei et la province indonésienne de Bornéo sont tous deux situés sur la même île. Il n'y a pas de frontière terrestre entre les deux états. Les deux pays disposent d’un référentiel commun concernant leur histoire et leur culture, du notamment au passé colonial. Les deux pays ont une majorité de leur population qui pratiquent l'islam. Les deux États sont de fait, membres de l’Organisation de la coopération islamique. En 2012, 58 000 indonésiens travaillent à Brunei.

#### Malaisie
Brunei et la Malaisie jouissent d’une culture et d’un passé commun dû à l’appartenance de l’Est du pays à l'empire de Brunei (1368-1888), qui favorisent ainsi la mise en place d’une diplomatie bilatérale. De plus, la proximité géographique des deux États, tous deux situés sur l’île de Bornéo, facilitent ces processus. Les deux pays ont établi des institutions les représentant. Brunei possède un haut commissariat à Kuala Lumpur ainsi que deux consulats généraux à Kota Kinabalu et Kuching. La Malaisie possède un haut commissariat à Bandar Seri Begawan. Les deux États sont membres de l’ASEAN et du Commonwealth.
La frontière entre les deux États fut l’objet de conflits ; les deux pays revendiquant l’appartenance de la ville et région de Limbang (actuellement en Malaisie dans le nord du Sarawak). « Brunei ne récupérera jamais le Limbang. Or, la rivière du Limbang était l’axe de circulation en direction de la cité portuaire du même nom, point d’articulation entre deux flux opposés : dans un sens les produits forestiers acheminés vers la Chine ou l’Inde ». Ainsi, Brunei et la Malaisie durent conjointement cesser leurs explorations de ressources en hydrocarbures. En 2009, un accord officieux est passé entre les deux pays. Depuis, la région est toujours source de tensions,.
Les deux pays ont des revendications de souveraineté territoriale en mer de Chine méridionale. Cependant, ils ont tous deux décidé de suivre une diplomatie en adéquation avec les principes plus pacifistes et non frontaux de la ligne diplomatique de l'ASEAN. De plus, en novembre 2002, l'ASEAN ratifie la déclaration sur la conduite des parties en mer de Chine méridionale. Brunei et la Malaisie, à l'instar d'autres États revendiquant des intérêts en mer de Chine méridionale, suivent cette déclaration.

## Subdivisions
Actuellement, Brunei, d'une superficie de 5 765 km2, est séparé en quatre districts, ayant chacun un chef-lieu :
- Belait, d'une superficie de 2 724 km2, a pour chef-lieu la ville de Kuala Belait ;
- Brunei-Muara, district de la capitale Bandar Seri Begawan qui en est le chef-lieu, d'une superficie de 571 km2 ;
- Temburong, d'une superficie de 1 304 km2, a pour chef-lieu Bangar ;
- Tutong, d'une superficie de 1 166 km2, a pour chef-lieu Tutong.

## Économie
L'économie de Brunei est fondée essentiellement sur une seule ressource : les hydrocarbures, et principalement le pétrole, exploité dans ce pays à partir de 1929. La commercialisation de cette ressource permet au pays d'atteindre une croissance annuelle importante (4,1 % en 2001), ce qui se répercute sur le développement humain du pays : Brunei, qui a un IDH de 0,829, est au 51e rang mondial (sur 191 pays) en 2021. Il affiche un PIB par habitant de 31 800 dollars, un taux de chômage insignifiant. Brunei est, selon la Banque mondiale, l'un des pays d'Asie où l'on vit le mieux. En 2024, Brunei est classé en 88e position pour l'indice mondial de l'innovation.
Bien que Brunei dispose sans doute du meilleur système social de la région (logements subventionnés voire gratuits, gratuité des soins hospitaliers, de l'éducation et de l'université, impôts inexistants, etc.), sa société demeure plus disparate qu'il n'y paraît. En effet, près de 20 % des Brunéiens vivent en dessous du seuil de pauvreté[réf. nécessaire].
Ces dernières années, la présence des étrangers et le dynamisme économique ont permis d'améliorer la condition des femmes sur le territoire. Seules 20 % d'entre elles travaillaient en 1971, elles sont 57 % en 2012, dont 28 % de cadres supérieures.
Brunei fait partie de la Coopération économique pour l'Asie-Pacifique (APEC) depuis 1989. Brunei est signataire de l'Accord général sur les tarifs douaniers et le commerce (GATT) en 1992 et fait donc partie de l'OMC depuis 1995.
En janvier 2014, le pays figure sur la liste française des paradis fiscaux.
L'État brunéien a lancé une politique facilitant l'installation d'entreprises étrangères : zones franches, exonération d'impôts… En dix ans, une cinquantaine de sociétés se sont déjà implantées à Brunei. Depuis 2007, Brunei tente aussi de développer l'écotourisme.
Contrairement à ses voisins (Malaisie, Indonésie), Brunei n'a jamais encouragé le commerce du bois. Résultat : 75 % du territoire est encore occupé par la jungle.

## Démographie

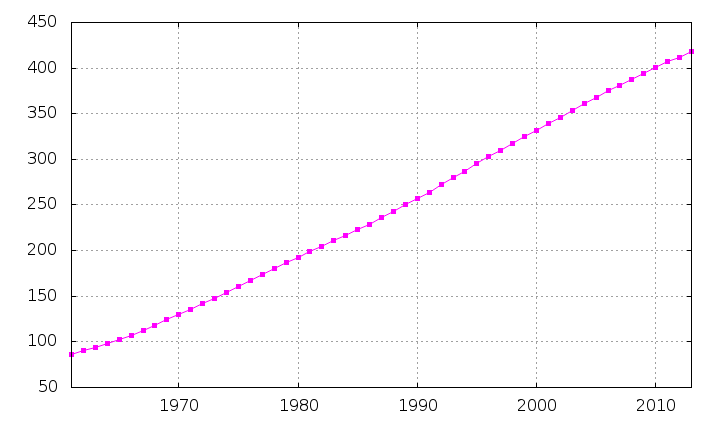
Évolution de la démographie entre 1961 et 2003 (chiffre de la FAO, 2005). Population en milliers d'habitants.

Selon le recensement de 2011, la population de Brunei est de 393 162 habitants, contre 332 844 habitants en 2001. En 2012, cette population était composée de manière estimée à 25 % de moins de 15 ans, à 71,3 % de personnes entre 15 et 65 ans et à 3,7 % de personnes de 65 ans ou plus. La densité de population est à cette date de 71,7 hab./km2. Le pays connait une espérance de vie de 76,6 ans en 2013. Le taux de croissance de la population de 1,6 % en 2012, avec un taux de natalité de 17,7 ‰, un taux de mortalité de 3,3 ‰, un taux de mortalité infantile de 11,1 ‰, un taux de fécondité de 1,99 enfant/femme et un taux de migration de 2,51 ‰.
| 1950   | 1960   | 1970    | 1980    | 1990    | 2000    | 2010    | 2016    |         | 2020    | 2024 |
| ------ | ------ | ------- | ------- | ------- | ------- | ------- | ------- | ------- | ------- | ---- |
| 44 983 | 83 037 | 127 554 | 185 220 | 252 887 | 325 297 | 395 027 | 436 620 | 464 478 | 491 900 |      |

### Langues
La langue des habitants de Brunei est le malais de Brunei (Melayu Brunei), une forme de malais qui est classée dans le sous-groupe dit malais local des langues malaïques de la branche malayo-polynésienne des langues austronésiennes.
Ancien protectorat britannique, Brunei a au moins 50 % de sa population qui parle anglais (anglais du Brunei (en)), qui de plus, est la langue commerciale, avec le mandarin.
L'arabe est une langue de culture, et religieuse, connue surtout par des religieux ou des étudiants en madrasas islamique : il serait parlé parfaitement par environ 10 % de la population du royaume. De nombreux autres musulmans de Brunei ont des connaissances partielles, ou limitées de l'arabe.
- Hajah Norsiah binti Haji Abdul Gapar est une femme écrivain brunéienne célèbre.

## Religions

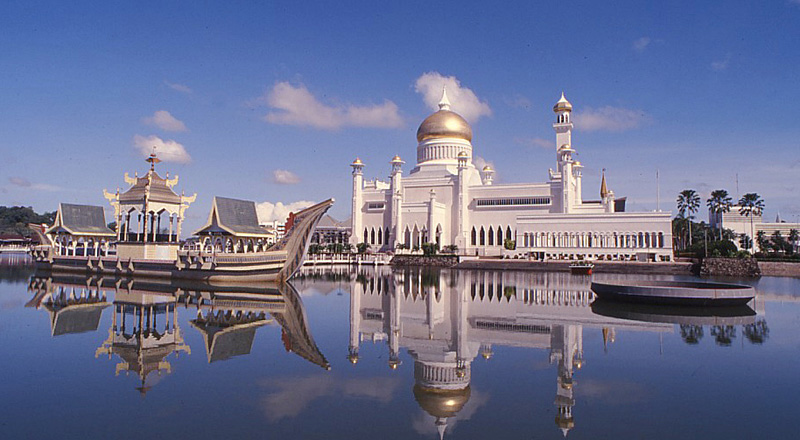
Mosquée Omar Ali Saifuddin

La population de Brunei comprend 78,8 % de musulmans,. Les habitants figurent parmi les musulmans les plus pratiquants et conservateurs d'Asie : obligation d'assister à la prière collective du vendredi (avec fermeture de tous les commerces conformément au verset 9 de la sourate 62 du Coran), enseignement obligatoire du Coran à l'école publique et vente d'alcool interdite sur le territoire. Si 78,8 % de la population est musulmane, 8,7 % est chrétienne, 7,8 % est bouddhiste, et 4,7 % autre, dont une part d'animistes.
Avant 1500, l'hindouisme était la religion majoritaire[réf. nécessaire] à Brunei, suivie immédiatement par le Bouddhisme. En 2020, les Hindous ne sont plus que quelques centaines dans le pays.
En mai 2014, Brunei instaure la charia, ; cf. rubrique « Politique ».

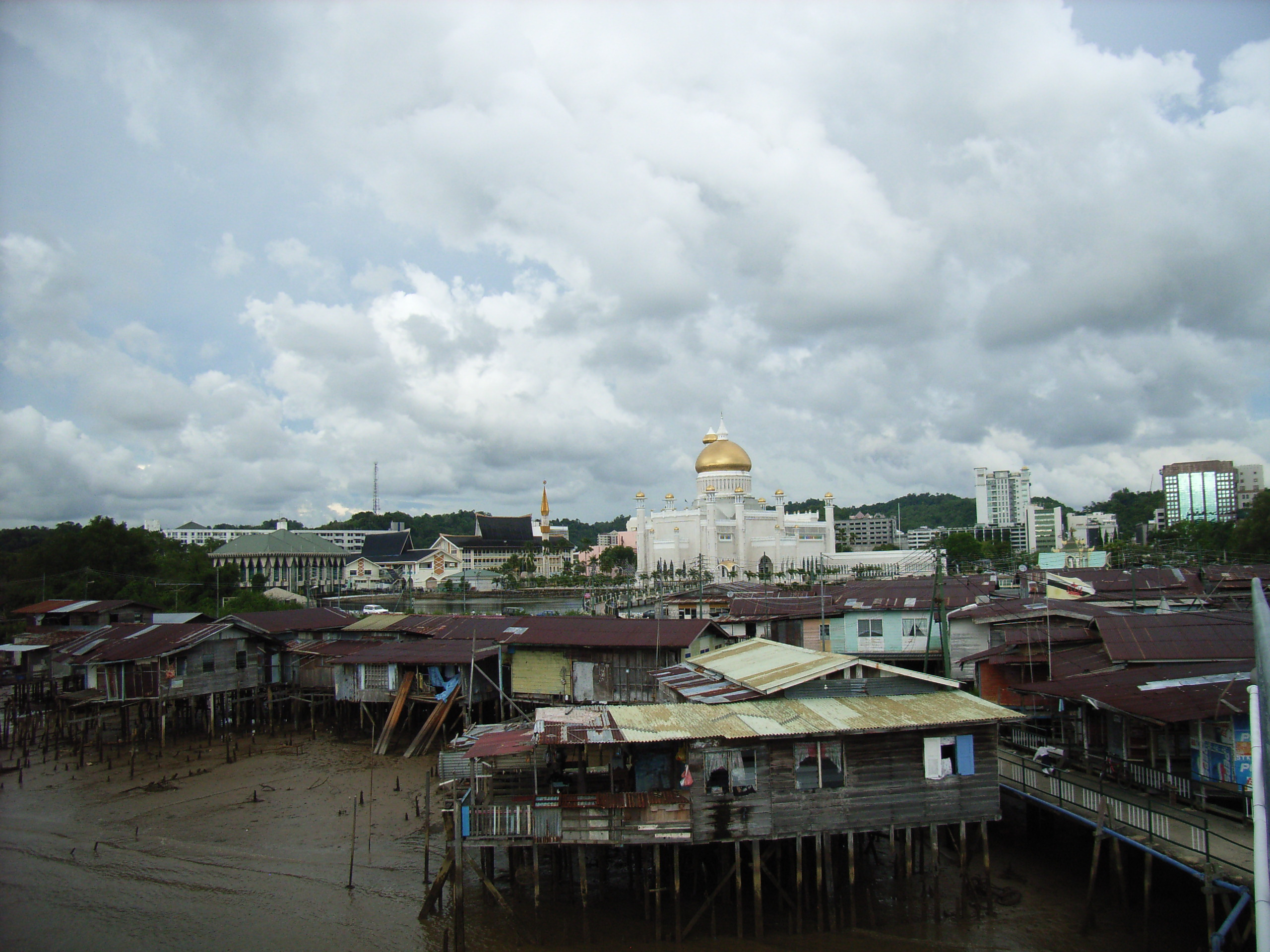
Bandar Seri Begawan, capitale du pays et chef-lieu du district de Brunei-Muara. Vue sur le village flottant de Kampong Ayer

## Culture
| Date        | Nom français              | Nom local | Remarques                     |
| ----------- | ------------------------- | --------- | ----------------------------- |
| 1er janvier | Jour de l’An              |           |                               |
| 23 février  | Fête nationale            |           |                               |
| 1er juin    | Journée des Forces armées |           |                               |
| 15 juillet  | Anniversaire du sultan    |           | Les festivités durent un mois |

- On fête également à Brunei le nouvel An chinois et les fêtes religieuses du calendrier musulman.

- De nos jours, il est interdit de fêter Noël dans le sultanat de Brunei[62].